# Кукушилі
Кукушилі (монгольською Hoh Xil чи Kekexili, букв. «Блакитний хребет», чи тибетське Aqênganggyai, букв. for «Володар десяти тисяч гір») — ізольований регіон у північно-західній частині Цінхай-Тибетського плато у КНР. У липні 2017 року Кукушилі у Цінхаї включено до Світової спадщини ЮНЕСКО як «найбільше та найвище плато у світі».

## Географія
Кукушилі займає 83 000 км² та має середню висоту 4 800 метрів над рівнем моря. Регіон простягається у меридіанному (схід-захід) напрямку між гірськими пасмами Тангла та Куньлунь на прикордонних територіях північного заходу Тибетського автономного району, заходу провінції Цінхай та сходу Сіньцзян-Уйгурського автономного району. Південно-східна частина Кукушилі, яка є басейном річки Чумар, є одним з головних джерел витоку річки Янцзи. Решта регіону є безстічною областю, в якій стік відбувається в численні ізольовані внутрішні озера; гідрологи деколи описують цю територію «Озерний район Кукушилі». У 1995 році на 45 000 км² з загальної площі Кукушилі, з середньою висотою 4 600 м.н.м., був створений національний природний заповідник. Об'єкт Світової спадщини ЮНЕСКО охоплює західну половину повіту Жидо та західну частину повіту Чумарлеб, Цінхай.

## Геологія
Кукушилі має вулканічне походження. Навколишнє вулканічне поле містить ряд вулканів пізнього Кайнозою. Ряд вулканів має гавайський тип. Вулкан Бамаокіонцзонг займає площу 300 км² і має ідеально збережений кратер на північний схід від вершини та лавовий потік, який перекриває осадові породи озера четвертинного періоду. Територія Бамаокіонцзонга містить перлужні фонолітові та фоідолітові породи. Йонгбоху містить п'ять дацитових, трахіандезитових і андезитових кратерів. Цянбацієн (Qiangbaqian) охоплює широку територію уздовж південної межі гірського хребта Куньлунь. Відповідно до супутникового фото 1973 року припускали виверження конуса у кальдері Кукушилі; зараз вважається, що в історичні часи він не був активним.

## Дика природа
Незважаючи на жорсткий клімат, Кукушилі є домівкою для більше 230 видів диких тварин, 20 з яких перебувають під державною охороною Китаю, у тому числі дикий як, дикий віслюк, білогубий олень, ведмідь бурий та пантолопа, яка перебуває під загрозою зникнення. Основним джерелом харчування бурих ведмедів є поширена чорногуба пищуха, маленький норковий гризун; ведмеді також нападають на яків та пантолоп. Раніше маловідомий регіон та боротьба пантолопи за виживання стали відомі в Китаї після виходу фільму «Кукушилі: гірський патруль» 2004 року.

## Транспорту
По східній межі заповідника проходять Цінхай-Тибетська залізниця та Китайське національне шосе 109. Тут також був збудований тунель Фенхошань (1338 метрів у довжину, з входами на висоті 4905 м.н.м.), який зараз вважається найвищим у світі.